# Pinball Wizard
"Pinball Wizard" é uma canção composta por Pete Townshend e gravada pela banda de rock britânica The Who como parte de sua ópera rock Tommy, lançada em 1969. A gravação original saiu como single no mesmo ano, alcançando a 4ª colocação nas paradas do Reino Unido e a 19ª na Billboard Hot 100.
O lado-B do single é uma instrumental creditada a Keith Moon e intitulada "Dogs Part Two". Apesar da similaridade nos nomes, a canção não tem qualquer conexão com o single "Dogs", lançado pelo Who em 1968.